# Алексеєв Іван Дмитрович
Іван Дмитрович Алексеєв (22 жовтня 1923, с. Хуторка, Увельський район  Челябінської області, Росія — 2 липня 1992, Київ, Україна) — український музикант, мистецтвознавець, педагог, професор, заслужений працівник культури УРСР

## Біографія
Навчався в Уральскому індустріальному інституті (1940–1941), Кіровському військовому училищі (1942–1944), Київській консерваторії (1944–1949), аспірантурі при Київській консерваторії (1951-1953, клас М. М. Геліса (баяна)).
У 1949-1950 роках — соліст Київської філармонії.
З 1951 року і до кінця життя — викладач по класу баяна та ансамблю в Київській консерваторії.
В 1954 році захистив дисертацію на ступінь кандидата мистецтвознавства.
З 1962 року — доцент, з 1979 року — професор.

## Публікації
Автор першого в СРСР посібника: «Методика викладання гри на баяні».
Автор близько 200 методичних посібників та перекладень для баяна; упорядник понад 30 збірників педагогічного репертуару.

## Відомі учні

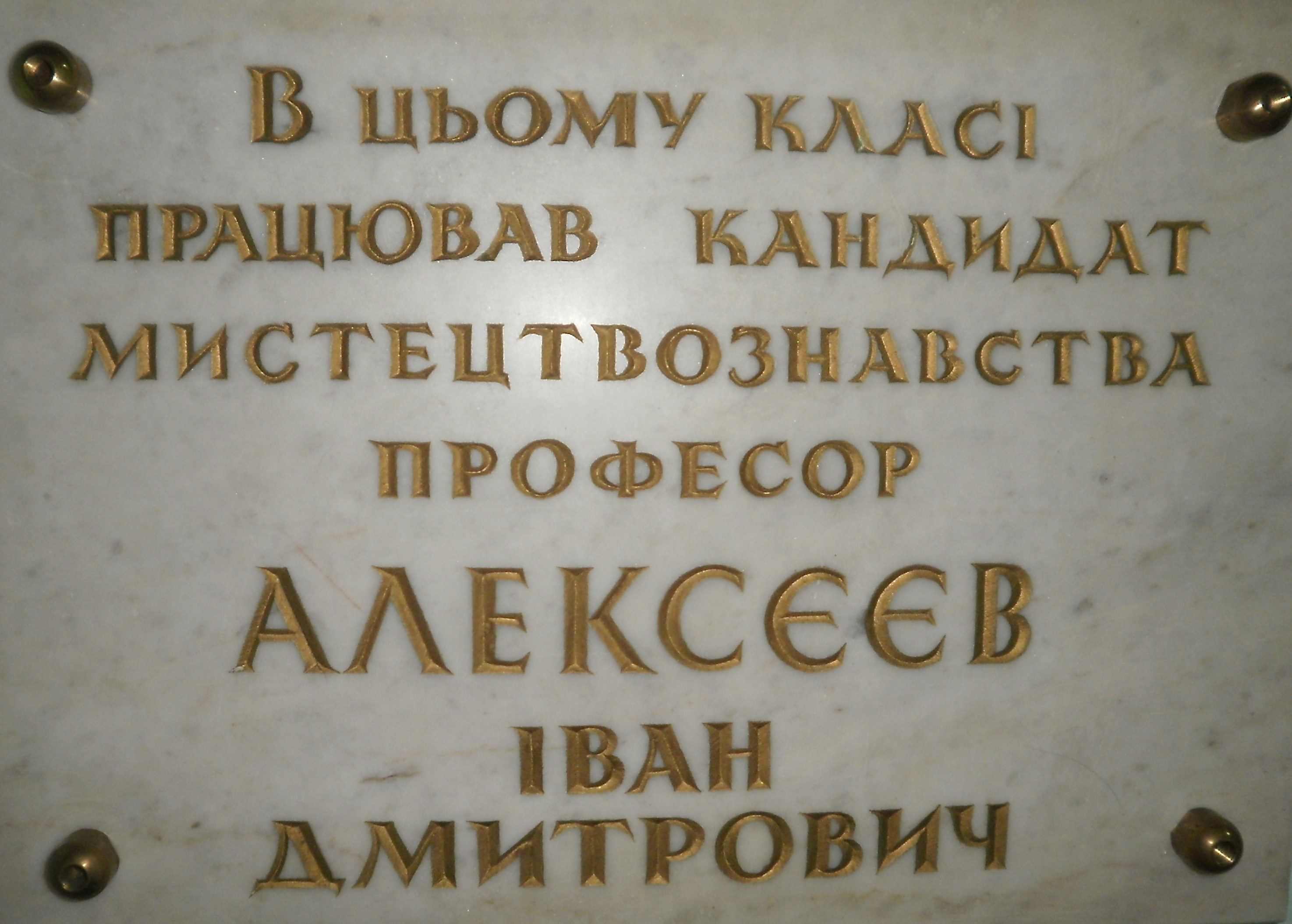
Меморіальна дошка Алексєєву Івану Дмитровичу. Встановлена в приміщенні Національної музичної академії України імені П. І. Чайковського.

- В. Скляр — лауреат Українського республіканського конкурсу (Одеса, 1982).

## Нагороди
- Орден Вітчизняної війни першого ступеня;
- Заслужений працівник культури УРСР.